# Водний талер

Водний талер

Водний талер (нім. Wassertaler) — назва рейхсталера міста Аугсбург 1694. Свою назву монета отримала через характерне зображення аверсу. На ньому в центрі вміщено кедрова шишка - центральний елемент герба міста, по сторонах від якої розташовуються двоє чоловіків, що є алегоричним зображенням божеств річок Вертах і Лех. Реверс монети містив герб Священної Римської імперії та круговий напис з ім'ям та титулом імператора «LEOPOLDVS DG ROM. IMP. S. AVG. (Вічно священний Божою милістю імператор Римської імперії Леопольд ). Приміщення на одну із сторін монети вільних міст, до яких належав Аугсбург, символів влади імператора було прописано в Аугсбурзькому монетному статуті 1559.